# 몬토네로스
몬토네로스(스페인어: Montoneros)는 1960·1970년대 아르헨티나에서 후안 페론 지지 활동을 한 도시 게릴라 단체로 정식 명칭은 몬토네로 페론주의 운동(스페인어: Movimiento Peronista Montonero)이다. 조직의 표어는 "우리는 승리하리라"(스페인어: Venceremos)이다. 몬토네로스는 주요 인사를 납치하거나 다국적 기업에 테러했고 은행을 털어 무장했다.
몬토네로스의 초기 활동 목표는 "아르헨티나 혁명"(옹가니아·레빙스톤·라누세의 군부독재정권 통치기간)의 정부를 불안정하게 만들고, 1956년 군부 쿠데타 이후 망명간 후안 페론이 귀환할 수 있도록 압력을 가하는 것이었다. 몬토네로스는 1973년 4월 좌익 페론주의자이자 후안 페론의 전 비서인 엑토르 캄포라가 대통령이 되도록 돕고, 페론주의가 역사적으로 진화해 이를 것이라고 생각한 "국가사회주의"라는 정치 시스템을 아르헨티나에 도입하려고 했다. 몬토네로스 설립 초기에는 후안 페론의 지원 아래 활동했지만, 대통령 재선 이후 페론주의 좌익 세력과 결별한 후안 페론으로부터 '국가변란 기도세력'이라는 비판을 받고, 1974년 1월 정의당에서 축출됐다. 1975년 9월 8일 페론 사후 부통령 이사벨 페론이 대통령직을 승계한 뒤 몬토네로스는 정부에 의해 반정부단체로 규정됐다. 이 때부터 몬토네로스 조직은 지하로 숨어들어가 활동했다. 1976년 쿠데타로 집권한 호르헤 라파엘 비델라가 "국가 재건 과정"이라는 명목으로 더러운 전쟁을 전개하던 중 이 그룹을 완전히 해체했다.

## 같이 보기
- 후안 페론
- 페론주의
- 에세이사 학살
- 아르헨티나 반공주의자 동맹